# Hidalgo (rose)
Pour les articles homonymes, voir Hidalgo.
Hidalgo (enregistré sous 'MEItulandi'®), est un cultivar de rosier obtenu en France en 1979 par la rosiériste Marie-Louise (Louisette) Meilland. Il doit son nom au footballeur Michel Hidalgo. 

## Description
'Hidalgo' est une rose moderne hybride de thé, issue du croisement des semis : ('Queen Elizabeth' x 'Karl Herbst' x ('Lady' x 'Pharaon') et les pollens : 'Papa Meilland'® × 'Papa Meilland'®. 
Le buisson a un port érigé d'une hauteur de 90 à 120 cm et d'une largeur de 60 à 120 cm. Les feuilles sont grandes de couleur vert foncé et brillantes. Les fleurs doubles sont rouges et fortement parfumées. Elles ont jusqu'à 30 pétales et sont amples et pleines. Ce rosier remontant fleurit abondamment à la fin du printemps puis de manière dispersée pendant la saison. 

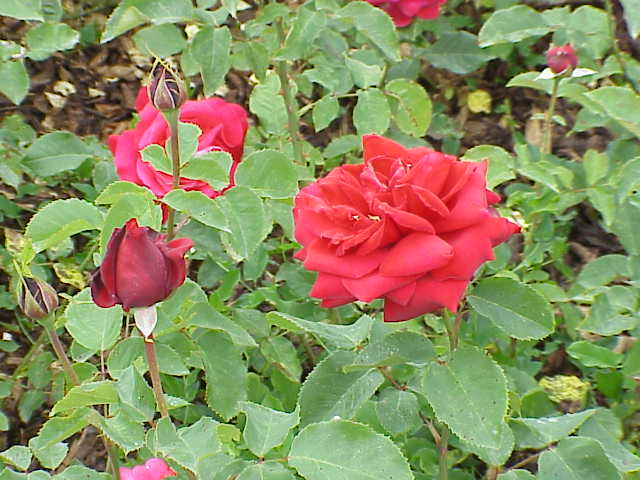
'Hidalgo'

## Culture
Ce rosier robuste supporte les hiver relativement froids (zone de rusticité 7b). Il est utilisé dans les jardins et pour les fleurs à couper. Il est nécessaire à la fin de l'hiver de tailler les branches mortes ou trop faibles et de couper d'un tiers le buisson.